# Welt (Frise du Nord)
Pour les articles homonymes, voir Welt.
Welt (Velt en danois, Wäilt en frison septentrional) est une commune d'Allemagne, située dans le land du Schleswig-Holstein et l'arrondissement de Frise-du-Nord.

## Géographie
La commune de Welt se situe sur la presqu'île d'Eiderstedt, à proximité de l'estuaire de l'Eider.